# Bazilikální okno

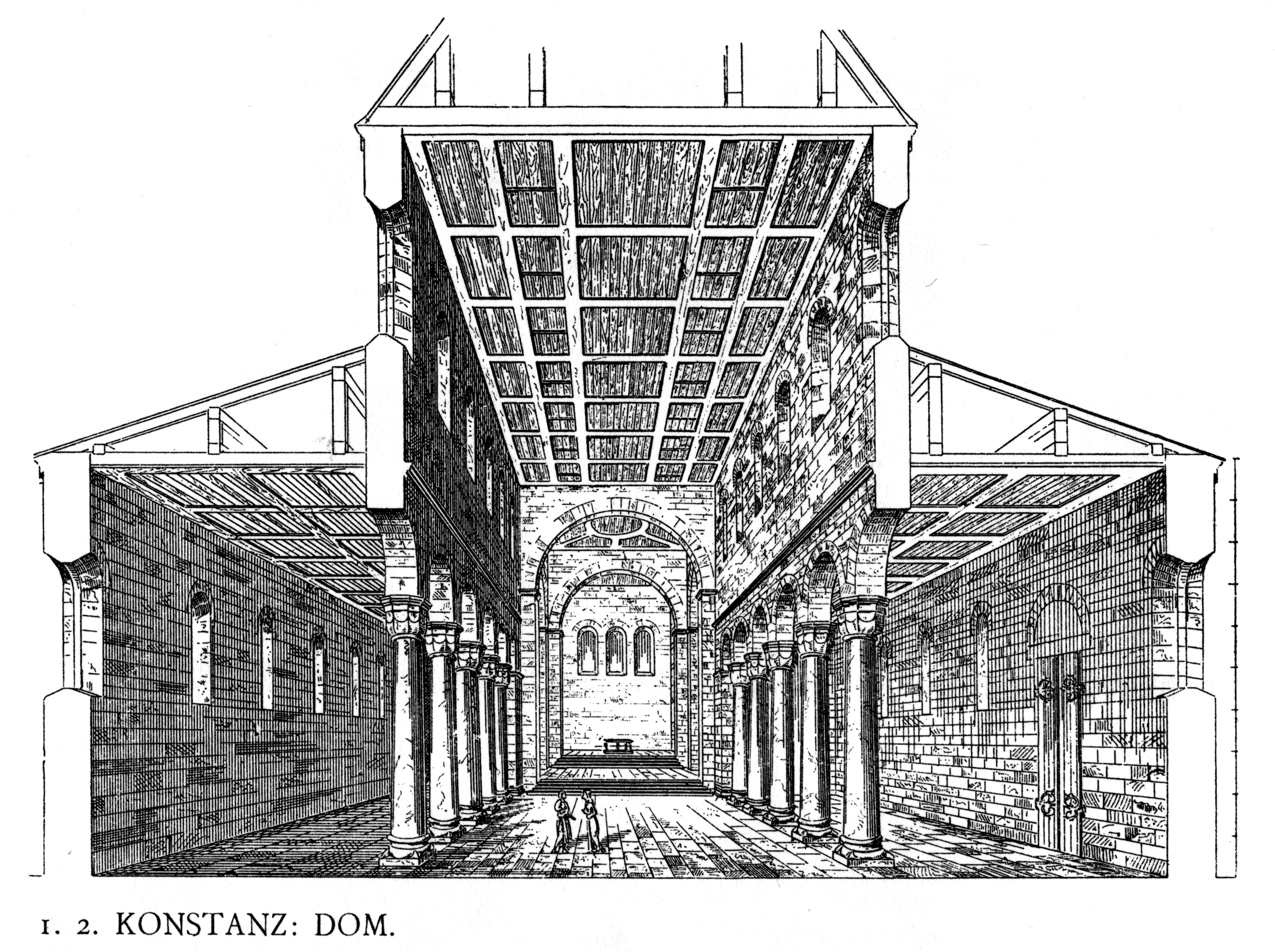
Řez katedrálou v Kostnici - stav před gotickou přestavbou

Bazilikální okno je okno, prolomené v horní části stěny hlavní chrámové lodě, která je vyšší než boční lodě. Jde o tzv. bazilikální uspořádání stavby. Bazilikální okna jsou umístěna nad hřebenem pultové střechy boční lodě. Nemá-li převýšená hlavní loď boční okna, označujeme takovou stavbu jako pseudobaziliku.

## Osvětlení církevních staveb

### Nejstarší období

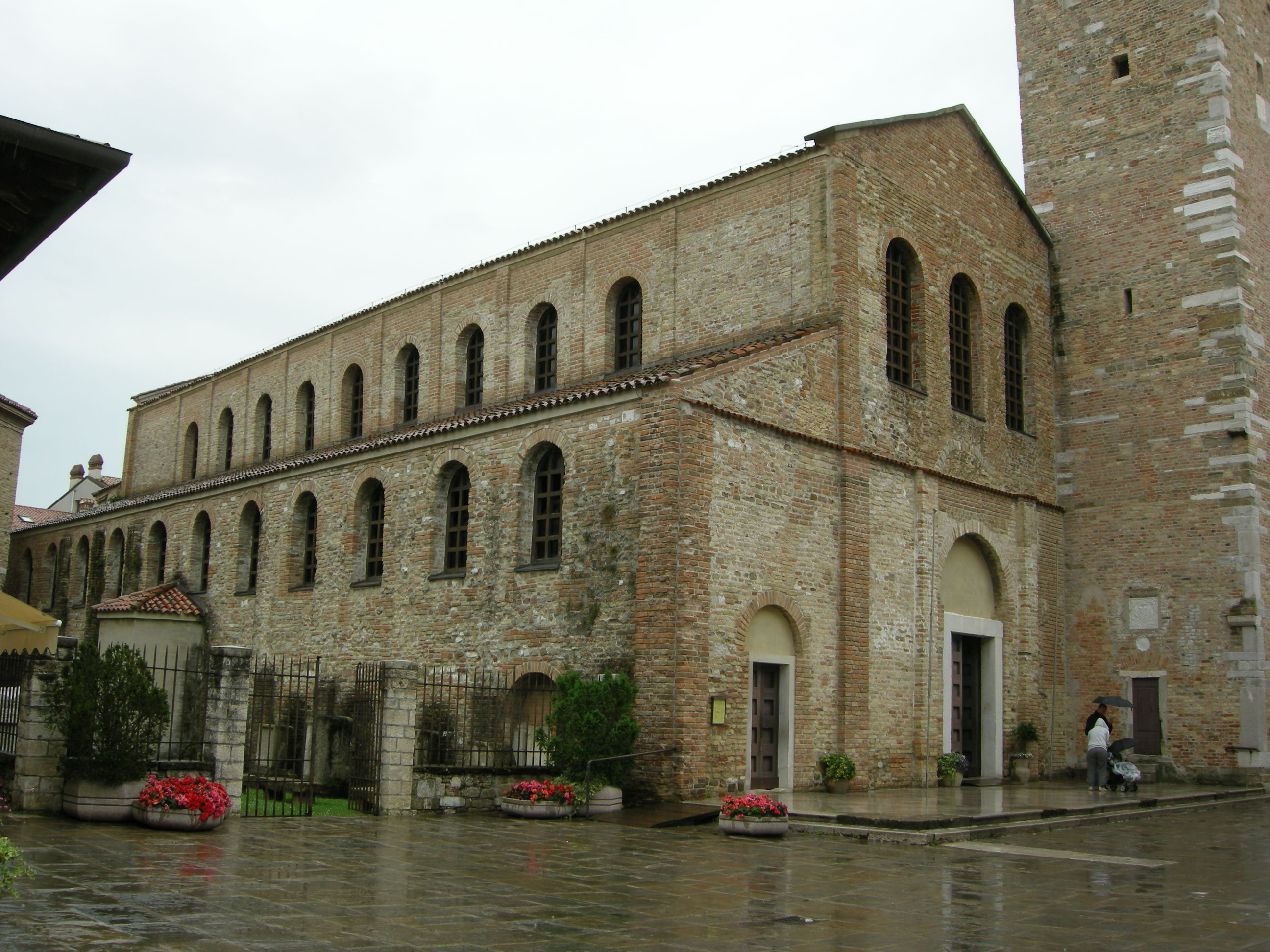
Bazilika sv. Eufemie Grado, Itálie

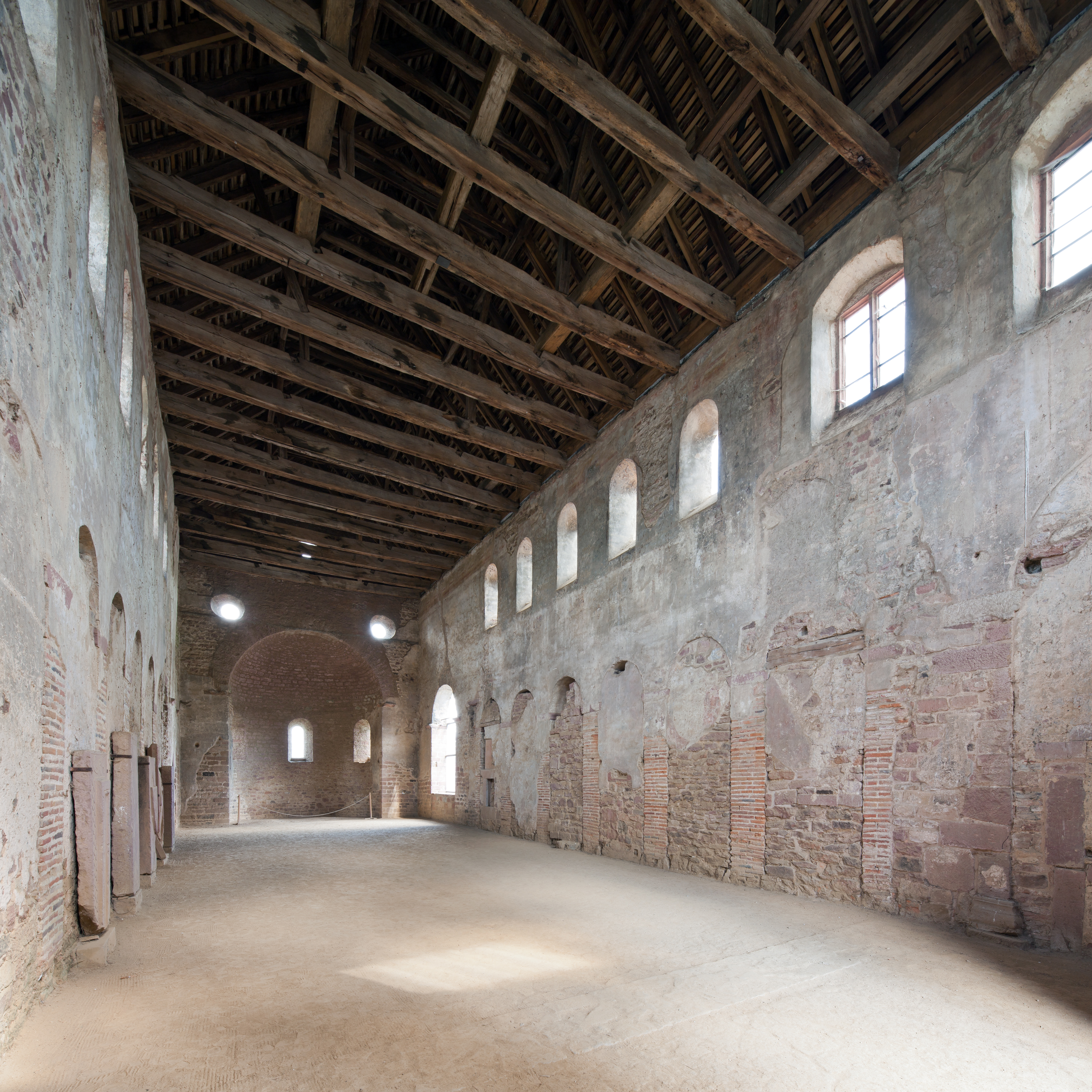
Einhardova bazilika (karolínská renesance), Michelstadt-Steinbach, SRN

Raně křesťanské kostely, zejména v Itálii, přímo navazují na římské baziliky, které Římanům sloužily jako soudní síně a tržnice. Lodě byly často beze stropů, takže trámoví krovu bylo vidět. 

### Gotika

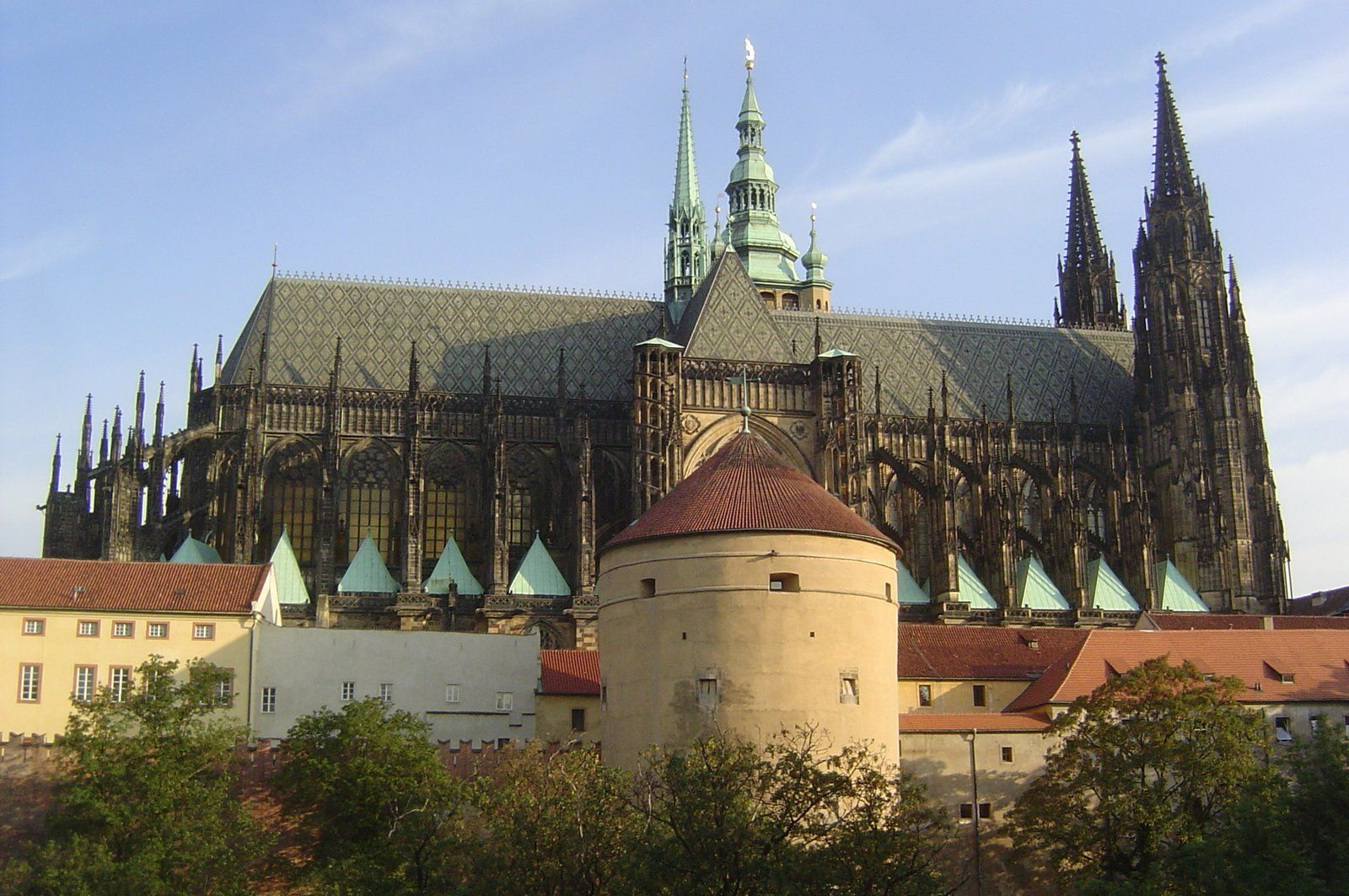
Bazilikální okna katedrály sv. Víta v Praze

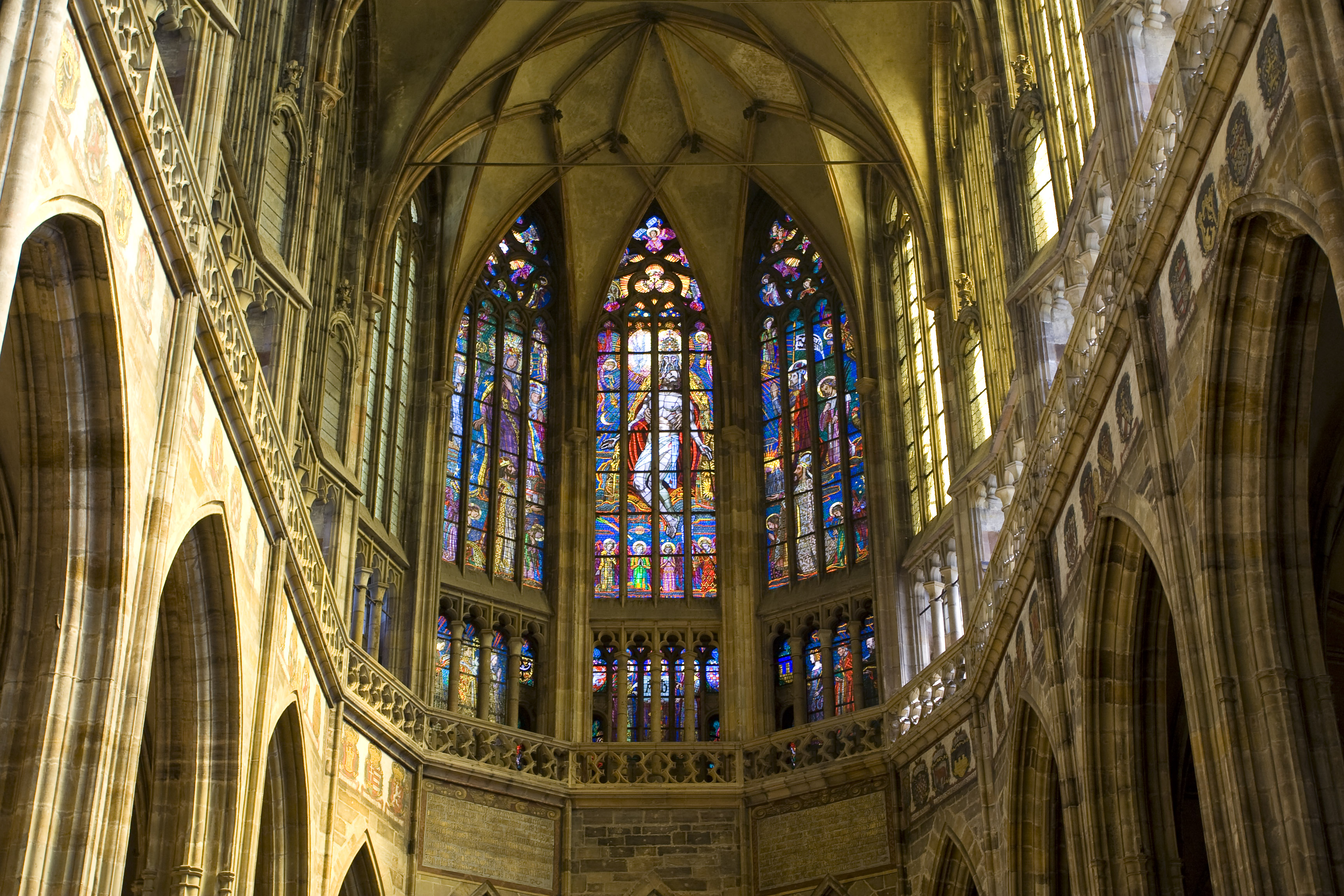
Vitráže v katedrále sv. Víta v Praze

Zvětšení plochy bazilikálních oken v gotické katedrále bylo umožněno přenesením zatížení krovem a stropní klenbou hlavní lodě do sloupů a do vnějšího opěrného systému kostelní stavby. Okna byla zasklívána barevnou výplní a denní světlo se stalo se mimořádně působivým prvkem chrámového prostoru. 

## Osvětlení občanských staveb

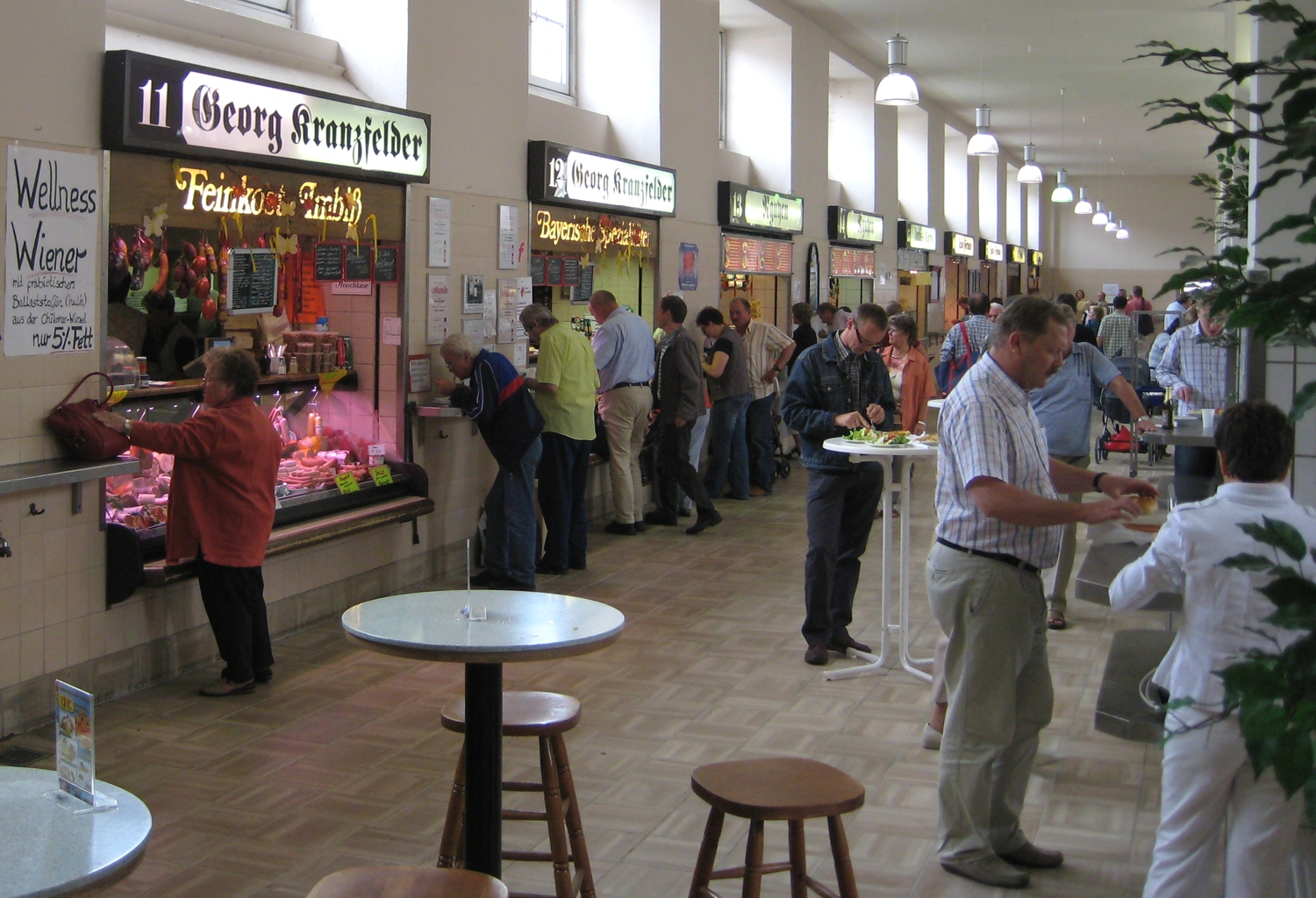
Městská tržnice v Augsburgu, SRN

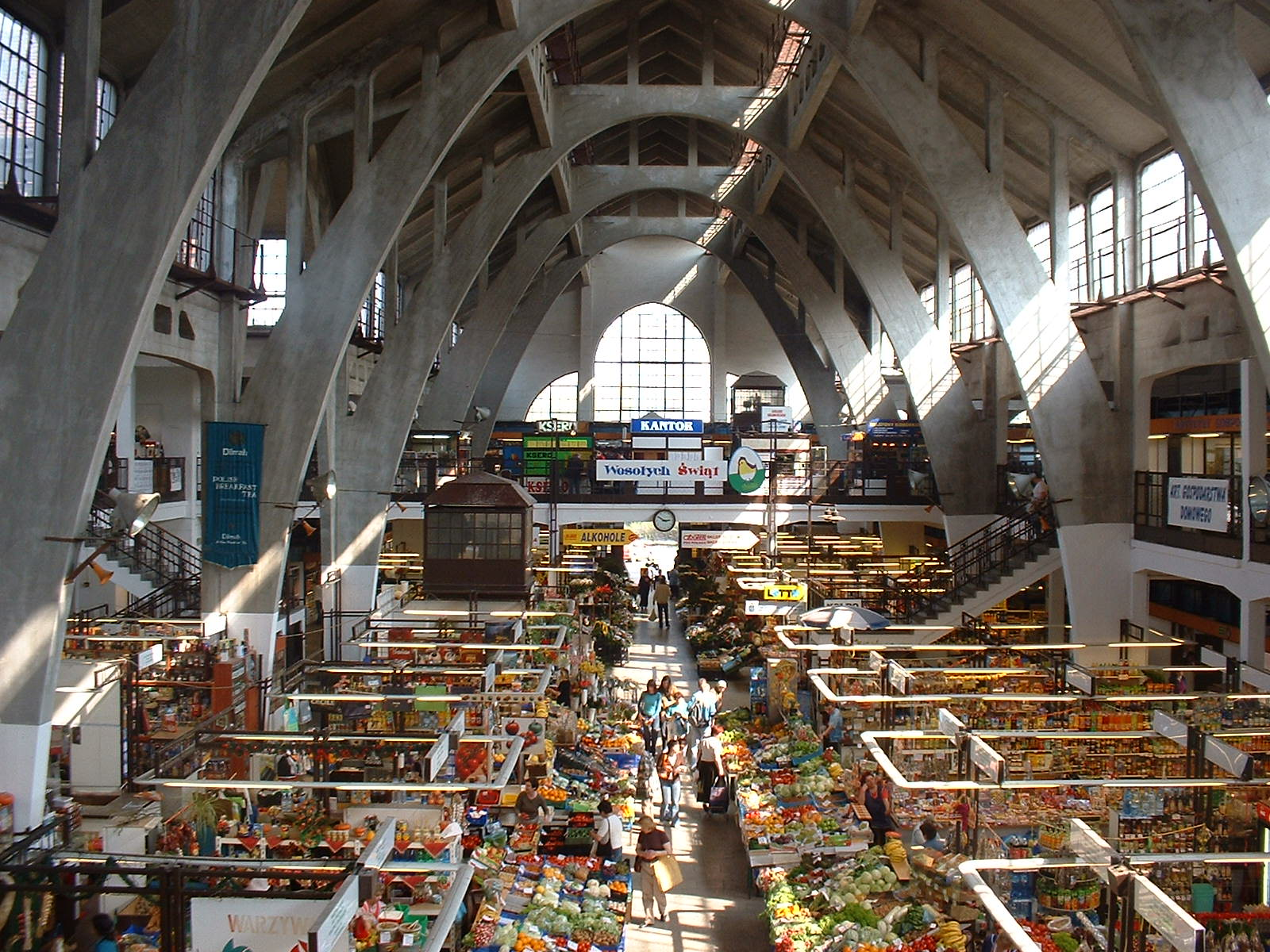
Tržnice ve Vratislavi, Polsko

Také občanské stavby jako tržnice, nebo vícelodní výstavní haly mají často bazilikální uspořádání. (Moderní doba se tak vlastně vrací k původnímu účelu těchto staveb.) Je samozřejmé, že v těchto případech jsou k dennímu osvětlení využívána boční okna, umístěná pod stropem stavby.
Část stěny nad střechami bočních lodí baziliky, do které bylo možné okna umístit, se latinsky nazývá clerestorium. V angličtině se dnes užívá pojem clerestory nebo clerestory window pro všechna okna, zajišťující denní osvětlení daného prostoru, která jsou umístěná výše, než je úroveň očí. Tento pojem zahrnuje nejenom okna pro boční osvětlení, ale také střešní světlíky.

## Fotogalerie

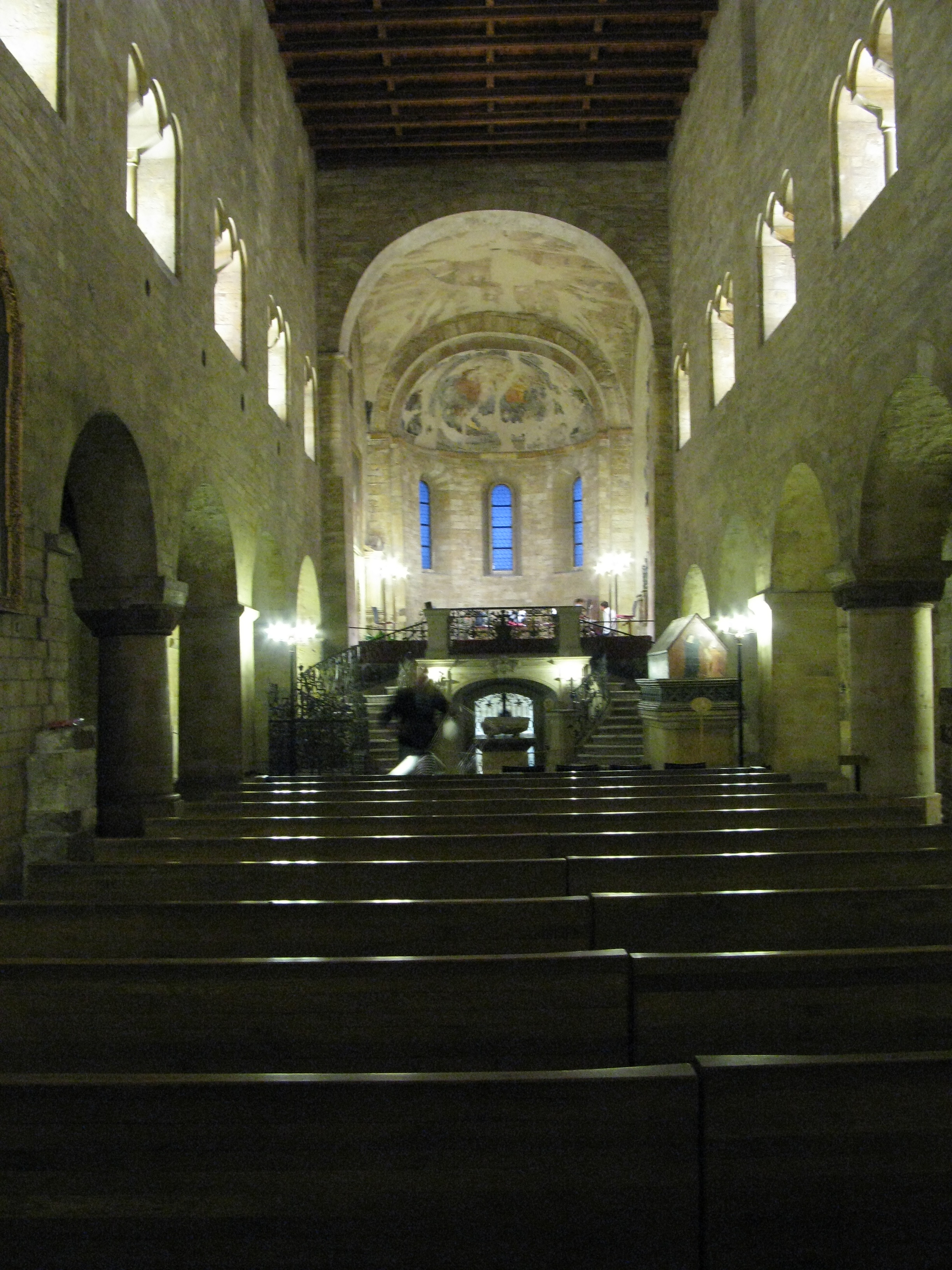
Bazilika sv. Jiří na Pražském hradě
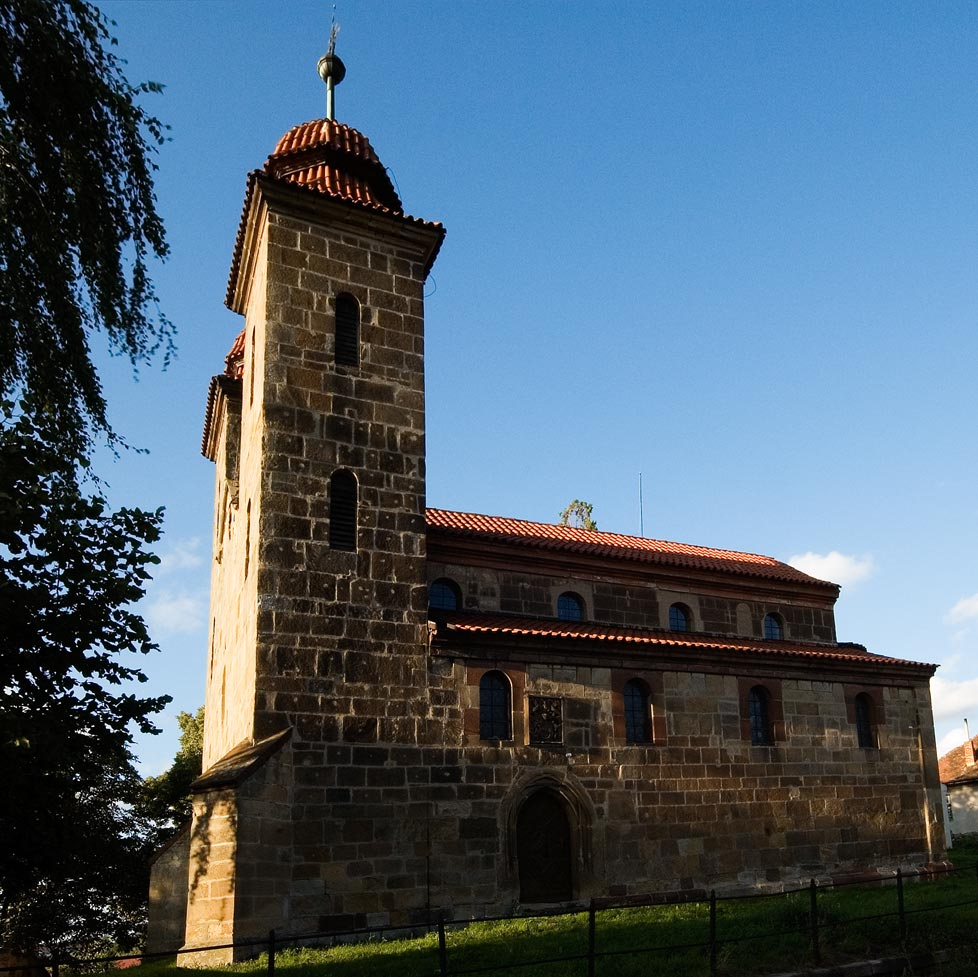
Bazilika Nanebevzetí Panny Marie v Tismicích. Bazilikální okna nad střechou boční lodě.
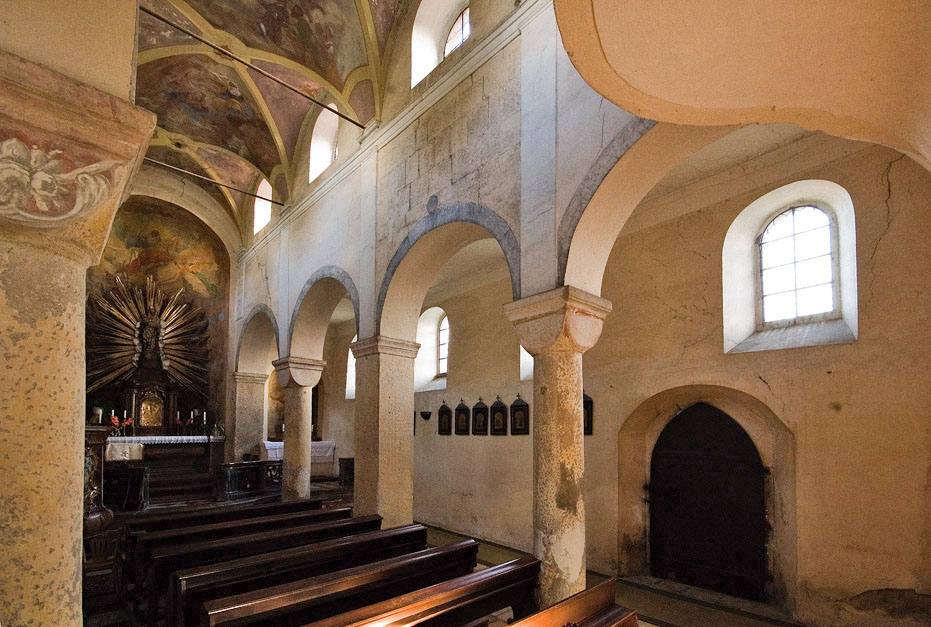
Interiér baziliky v Tismicích
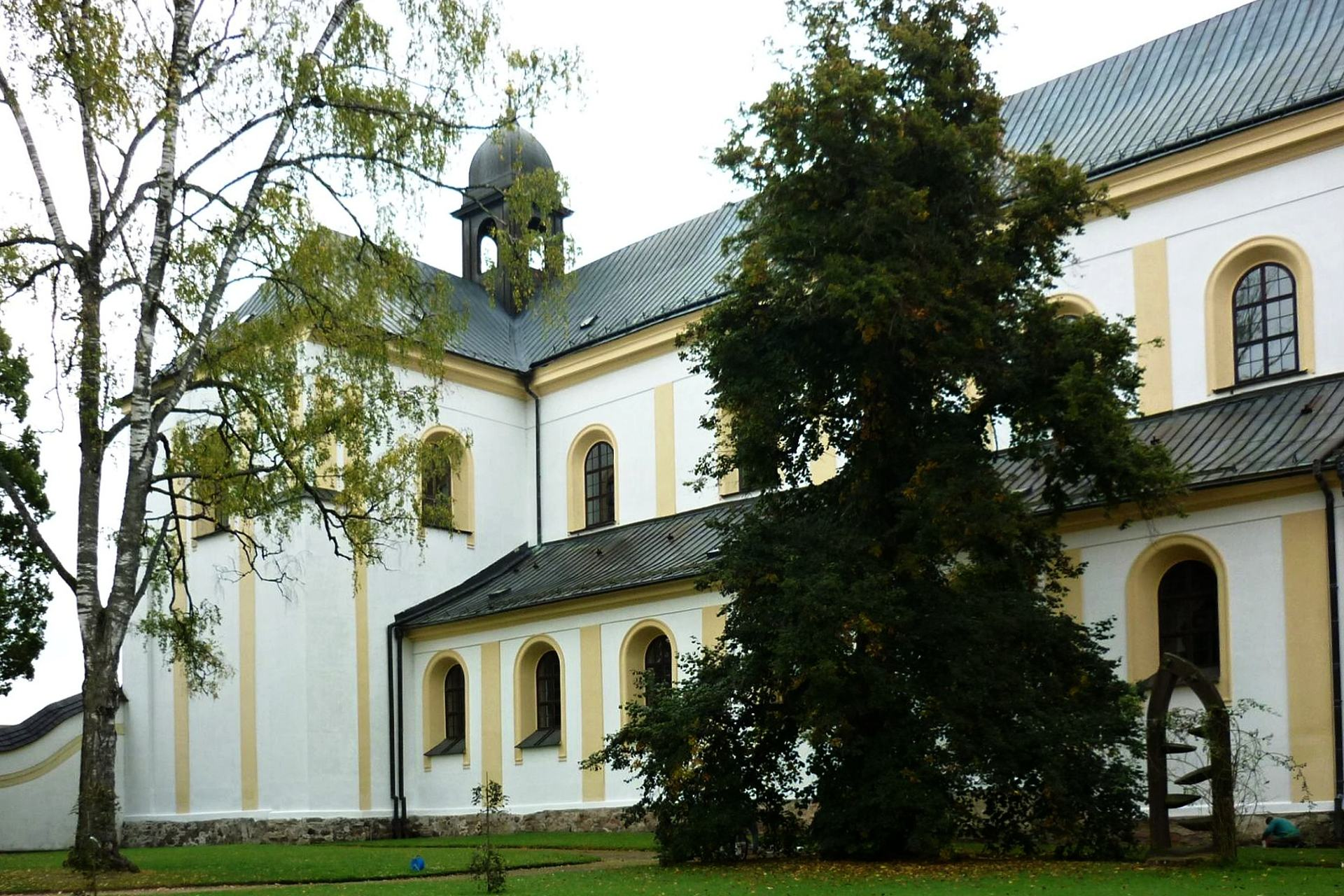
Žďár nad Sázavou
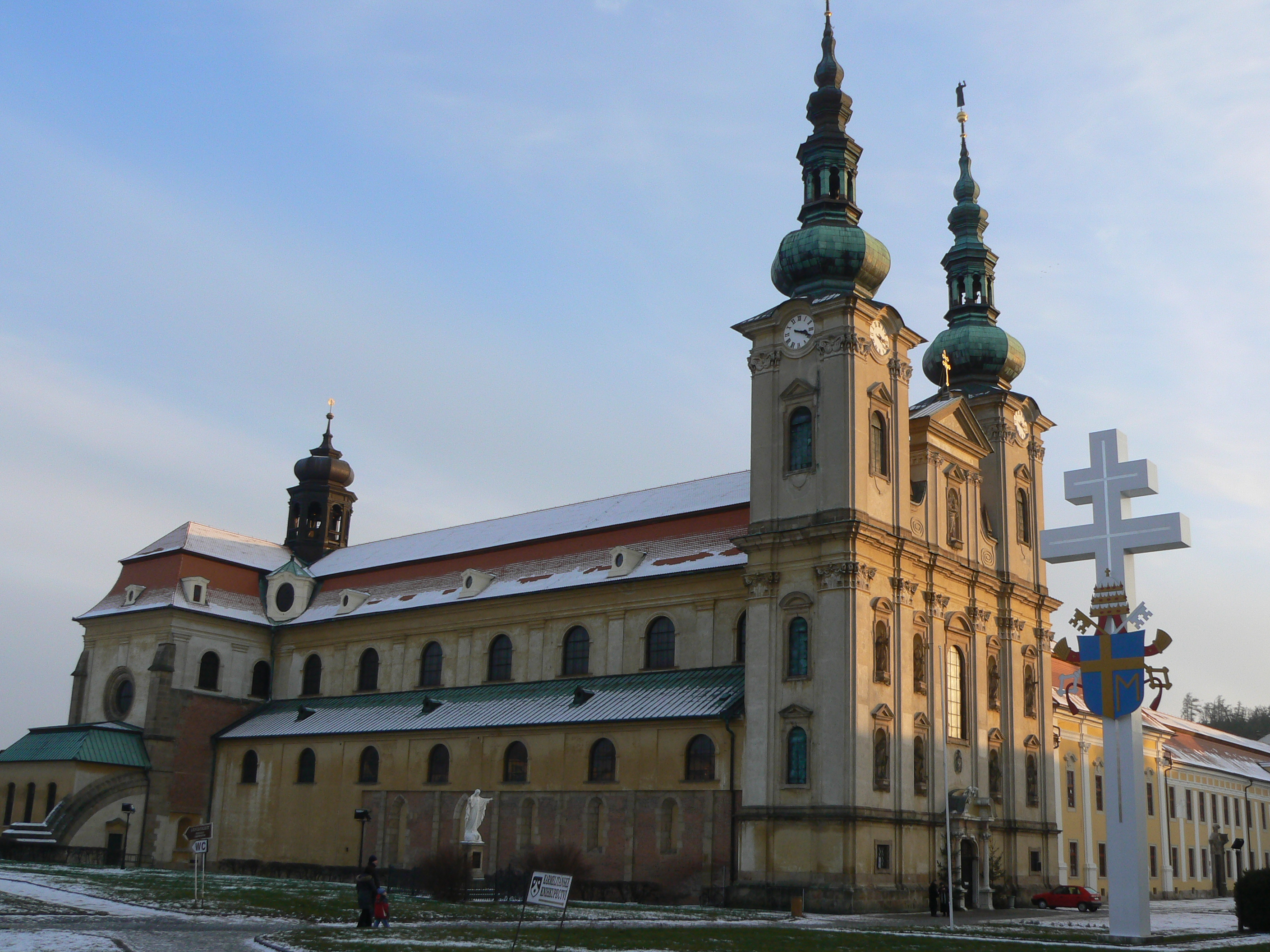
Bazilika Nanebevzetí Panny Marie a svatého Cyrila a Metoděje, Velehrad
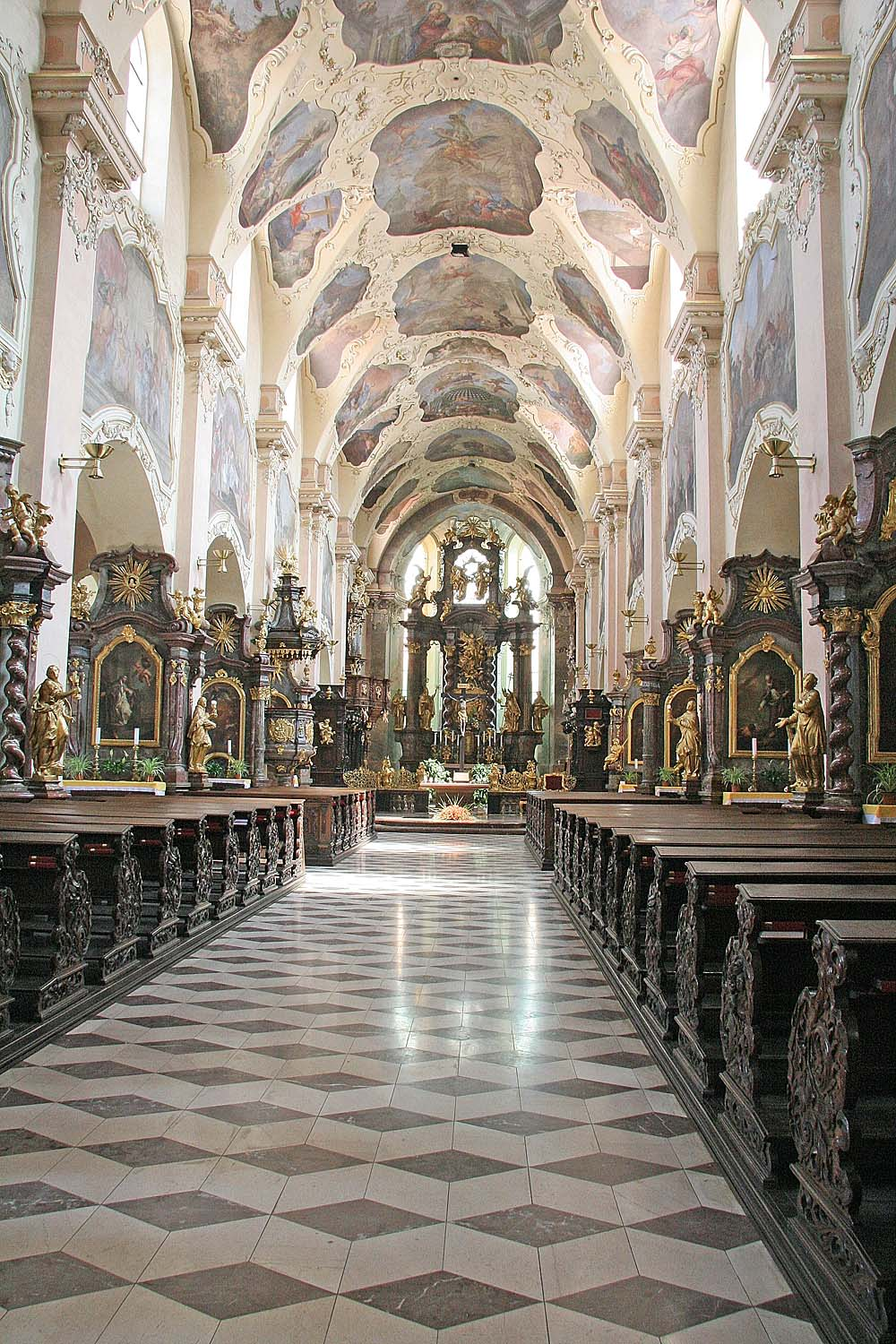
Bazilika Nanebevzetí Panny Marie, Strahovský klášter, Praha
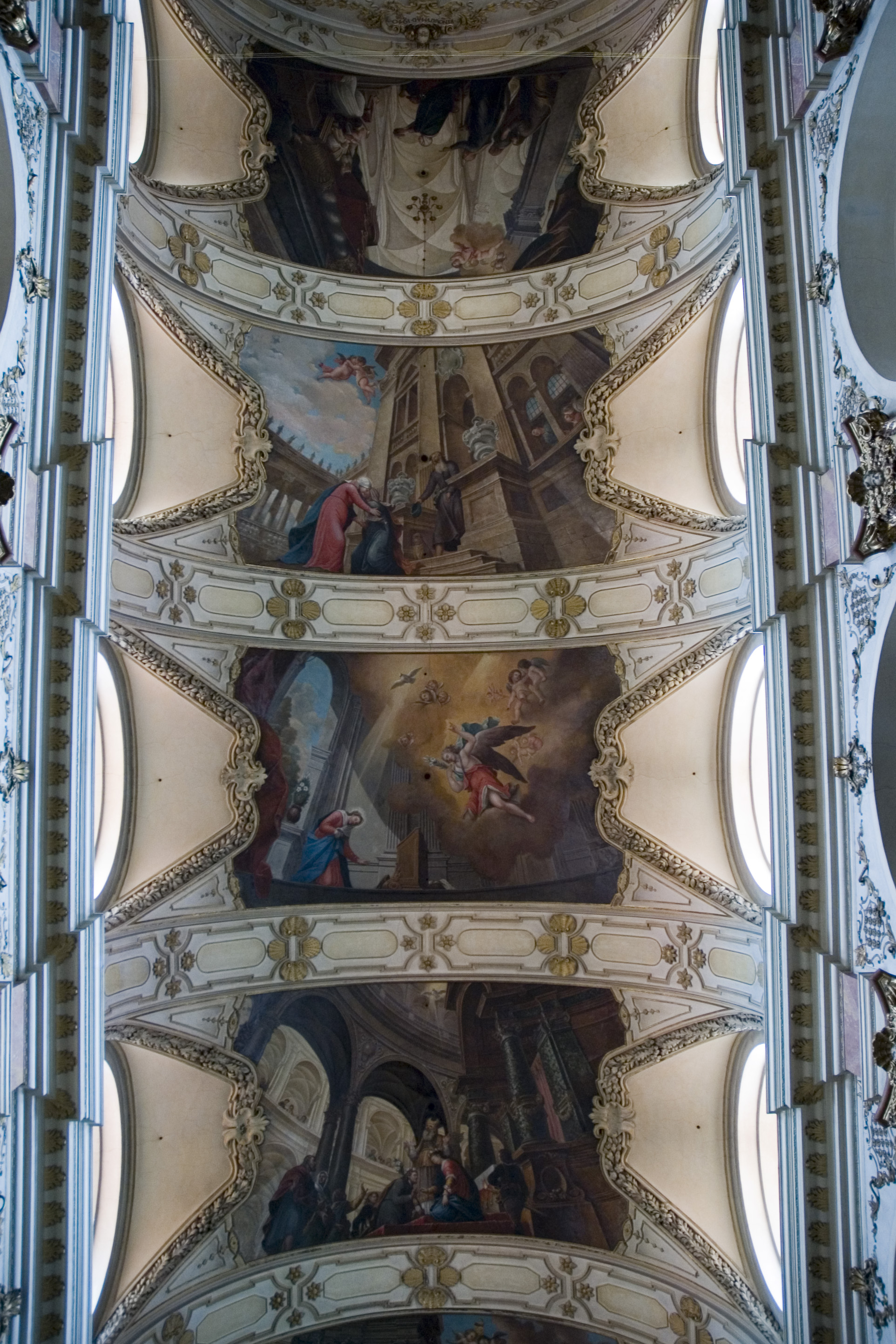
Klenba osvětlená nízkými bočními okny. Kostel sv. Jakuba Většího, Staré Město, Praha